# 迦南 (纽约州)
迦南（英語：Canaan）是位于美国纽约州哥伦比亚县的一个镇，地处哥伦比亚县东北部。2010年美国人口普查时，该镇有1710人。最初的定居者于1759年左右到达这里。1772年该镇正式建立，1788年得名“迦南”。此名称源于早期从康涅狄格州迦南来到此地的定居者。